# 吳屋村 (元朗)
吳屋村或大井吳屋村是香港元朗區橫洲髻山北面的一條鄉村，屬屏山鄉鄉事委員會，鄰近元朗工業園。北面為一大片的魚塘及一座小山，高海拔62米。附近的鄉村有大井圍及盛屋村。

## 交通
巴士